# Мелешин Роман Сергійович
Роман Сергійович Мелешин (каз. Роман Сергеевич Мелёшин; нар. 23 червня 1983, Петропавловськ, Казахська РСР, СРСР) — казахський борець греко-римського стилю, срібний та дворазовий бронзовий призер чемпіонатів Азії, чемпіон Азійських ігор, учасник Олімпійських ігор.

## Життєпис
Боротьбою почав займатися з 1995 року.
Виступав за ДЮСШ «Вікторія» Петропавловськ. Тренер — Сергій Ямпольський (з 1995).

## Спортивні результати на міжнародних змаганнях

### Виступи на Олімпіадах
| Змагання                    | Збірна    | Вагова категорія                 | Місце |
| --------------------------- | --------- | -------------------------------- | ----- |
| Літні Олімпійські ігри 2008 | Казахстан | греко-римська боротьба, до 74 кг | 8     |

### Виступи на Чемпіонатах світу
| Змагання                        | Збірна    | Вагова категорія                 | Місце |
| ------------------------------- | --------- | -------------------------------- | ----- |
| Чемпіонат світу з боротьби 2005 | Казахстан | греко-римська боротьба, до 74 кг | 24    |
| Чемпіонат світу з боротьби 2006 | Казахстан | греко-римська боротьба, до 74 кг | 14    |
| Чемпіонат світу з боротьби 2007 | Казахстан | греко-римська боротьба, до 74 кг | 5     |
| Чемпіонат світу з боротьби 2010 | Казахстан | греко-римська боротьба, до 74 кг | 7     |

### Виступи на Чемпіонатах Азії
| Змагання                       | Збірна    | Вагова категорія                 | Місце  |
| ------------------------------ | --------- | -------------------------------- | ------ |
| Чемпіонат Азії з боротьби 2004 | Казахстан | греко-римська боротьба, до 66 кг | Срібло |
| Чемпіонат Азії з боротьби 2006 | Казахстан | греко-римська боротьба, до 74 кг | Бронза |
| Чемпіонат Азії з боротьби 2009 | Казахстан | греко-римська боротьба, до 74 кг | Бронза |

### Виступи на Азійських іграх
| Змагання           | Збірна    | Вагова категорія                 | Місце  |
| ------------------ | --------- | -------------------------------- | ------ |
| Азійські ігри 2006 | Казахстан | греко-римська боротьба, до 74 кг | Золото |
| Азійські ігри 2010 | Казахстан | греко-римська боротьба, до 74 кг | 5      |

### Виступи на Кубках світу
| Змагання                    | Збірна    | Вагова категорія                 | Місце |
| --------------------------- | --------- | -------------------------------- | ----- |
| Кубок світу з боротьби 2009 | Казахстан | греко-римська боротьба, до 74 кг | 4     |

### Виступи на інших змаганнях
| Змагання                                   | Збірна    | Вагова категорія                 | Місце  |
| ------------------------------------------ | --------- | -------------------------------- | ------ |
| Кубок Азії з боротьби 2003                 | Казахстан | греко-римська боротьба, до 66 кг | 4      |
| Міжнародний меморіал Дейва Шульца 2007     | Казахстан | греко-римська боротьба, до 74 кг | Золото |
| Золотий Гран-прі з боротьби 2010 (Тбілісі) | Казахстан | греко-римська боротьба, до 74 кг | Бронза |
| Золотий Гран-прі з боротьби 2010 (Баку)    | Казахстан | греко-римська боротьба, до 74 кг | 9      |
| Турнір Івана Піддубного 2012               | Казахстан | греко-римська боротьба, до 84 кг | 5      |

### Виступи на змаганнях молодших вікових груп
| Змагання                                      | Збірна    | Вагова категорія                 | Місце |
| --------------------------------------------- | --------- | -------------------------------- | ----- |
| Чемпіонат світу з боротьби серед юніорів 2003 | Казахстан | греко-римська боротьба, до 66 кг | 18    |